# Каффарелли дю Фальга, Луи Мари Максимильен де
Луи Мари Максимильен де Каффарелли дю Фальга (фр. Louis Marie Maximilien de Caffarelli du Falga) (1756—1799) — французский генерал, начальник инженеров французской армии в Египте.

## Биография
Луи Мари Максимильен де Каффарелли дю Фальга родился 13 февраля 1756 года в родовом замке в Верхней Гаронне. Образование получил в Мезьерском инженерном училище и служил в Рейнской армии во время свержения с престола Людовика XVI, в апреле 1791 года произведён в капитаны.
Каффарелли был одним из немногочисленных офицеров, протестовавших против этой меры, за это просидел 14 месяцев в тюрьме. Получив свободу, он снова сражался на Рейне и при переходе через Рейн обратил на себя внимание Клебера, который дал ему в командование батальон. В одном из сражений 7 декабря 1795 года Каффарелли лишился левой ноги.
Это не помешало ему продолжать службу и заниматься также науками. Его избрали членом национального института; а Наполеон Бонапарт взял его с собой в Египет, в должности начальника инженеров. В чине бригадного генерала Каффарелли немало способствовал взятию Александрии и Хайфы, а также и другим успехам французов. Но при осаде Акры пуля раздробила ему правую руку и Каффарелли умер 27 апреля 1799 года вследствие неудачно проведённой ампутации.
Среди солдат Каффарелли пользовался огромной популярностью; они прозвали его «деревянной ногой» и объясняли его вечную бодрость тем, что «он вязнет в Египте только одной ногой, так как другая у него всё ещё в Европе».

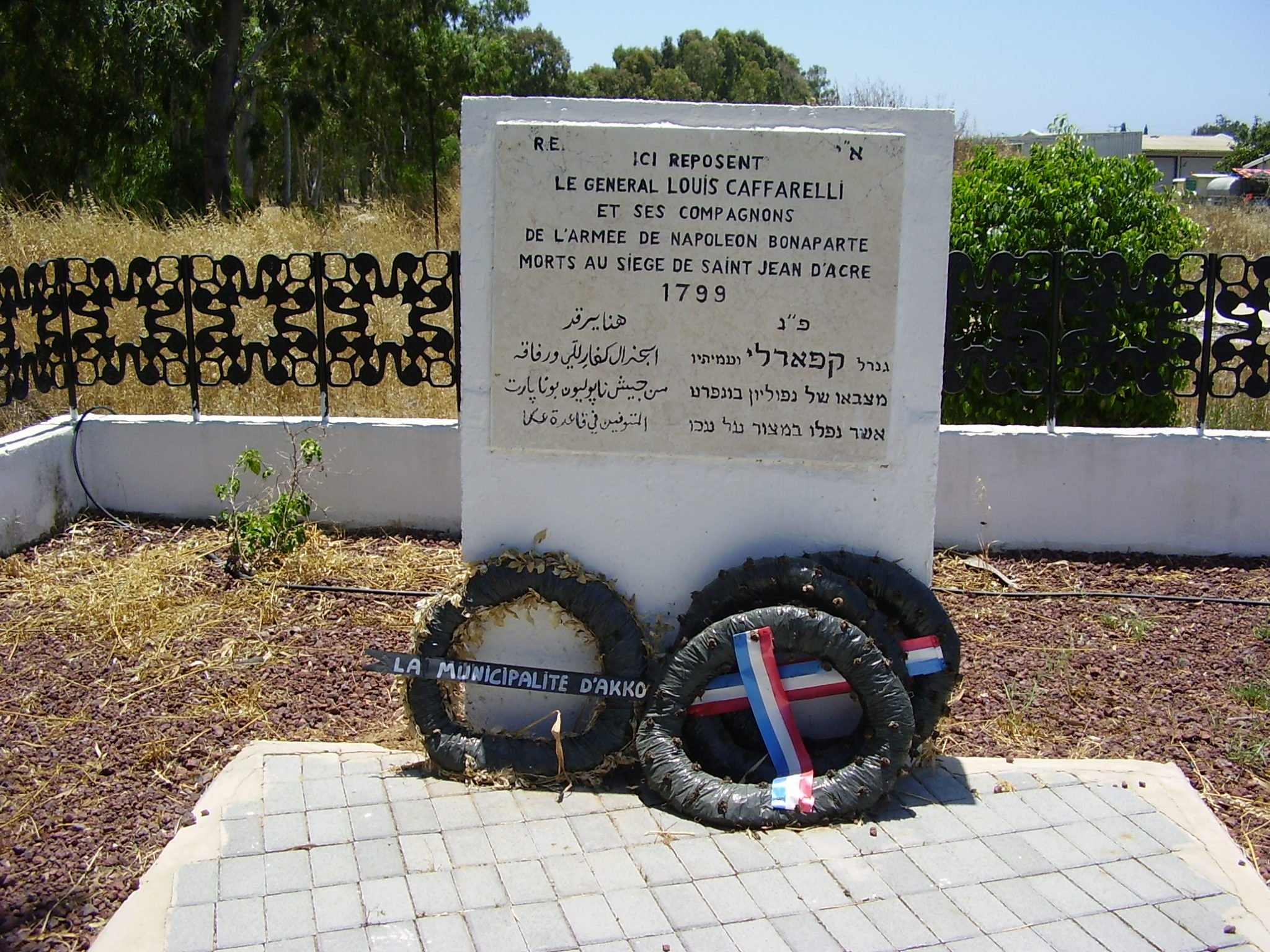
Могила Каффарелли в Акко.

Каффарелли был не только одним из лучших боевых генералов Египетской армии, но также учёный и философ: он написал трактат на темы, разработанные впоследствии Фурье и Сен-Симоном. Однако, этот трактат был сожжён самим же Каффарелли.
Бонапарт был искренне привязан к Каффарелли и объявил по армии о его смерти в следующих выражениях: «Он уносит с собой в могилу всеобщее сожаление: армия теряет одного из лучших начальников, Египет — законодателя, Франция — прекрасного гражданина, наука — видного учёного». Впоследствии имя Каффарелли было выбито на Триумфальной арке в Париже.
Его брат, Мари Франсуа Огюст, также был видным генералом Наполеоновской эпохи и некоторое время был итальянским военным министром. Другой брат, Луи Мари Жозеф, был главным начальником Брестского порта.